# 变裂风毛菊
变裂风毛菊（学名：Saussurea variiloba）是菊科风毛菊属的植物，为中国的特有植物。分布在中国大陆的甘肃等地，生长于海拔2,600米至2,700米的地区，目前尚未由人工引种栽培。